# فهرست میراث جهانی در تایلند
میراث جهانی در تایلند شامل ۸ اثر است. تایلند این کنوانسیون را در تاریخ ۱۷ سپتامبر ۱۹۸۷ پذیرفت و از آن هنگام، مکان‌های طبیعی و فرهنگی تایلند دارای شرایط برای گنجانده شدن در فهرست میراث جهانی هستند. سایت‌های میراث جهانی سازمان آموزشی، علمی و فرهنگی سازمان ملل متحد، یونسکو مکان‌هایی هستند که دارای اهمیت فرهنگی یا طبیعی هستند، همان‌طور که در پیمان‌نامه میراث جهانی، که در سال ۱۹۷۲ تأسیس شده، شرح داده شده است.
میراث فرهنگی شامل بناهای تاریخی مانند آثار معماری، مجسمه‌ها، کتیبه‌ها، مجموعه‌های ساختمانی و محوطه‌های باستانی است. از سوی دیگر، میراث طبیعی به ویژگی‌های فیزیکی و زیستی، شکل‌های زمین‌شناسی و زیستگاه گونه‌های در خطر انقراض حیوانات و گیاهان اطلاق می‌شود. همچنین مکان‌هایی که از نظر علمی، حفاظتی یا زیبایی طبیعی اهمیت دارند، جزو میراث طبیعی به‌شمار می‌روند.
تا تاریخ ۲۰۲۴، تایلند هشت اثر در فهرست دارد و ۶ مکان دیگر در فهرست پیشنهادی قرار دارند. سه اثر نخست شامل شهرستان تاریخی ساکهاتایی، پارک تاریخی آیوتایا و پناهگاه‌های حیات وحش تونگ‌یای–هوی خا خا انگ در سال ۱۹۹۱ ثبت شدند. جدیدترین اثر ثبت‌شده پارک تاریخی فو پرا بت در سال ۲۰۲۴ است. پنج اثر از تایلند فرهنگی و سه اثر طبیعی هستند. همچنین، تایلند شش اثر در فهرست موقت دارد.

## میراث جهانی
یونسکو سایت‌ها را با ده معیار فهرست می‌کند. هر ورودی باید حداقل یکی از معیارها را داشته باشد.
| # | نگاره                                                 | نام                                       | موقعیت                                                             | سال ثبت | ش ثبتمعیارها    | شرح | م             |
| ۱ | Large white seated Buddha statue, pond in front       | شهرستان تاریخی ساکهاتایی                  | سوکوتای، کامفانگ پت                                                | ۱۹۹۱    | ۵۷۴(i)(iii)     | این سایت شامل سه شهر اصلی از پادشاهی سوکوتای است که در سده ۱۳ و ۱۴ میلادی شکوفا شد. سوکوتای پایتخت این پادشاهی بود که سی ساچانالای مرکز زندگی مذهبی آن و چندین صومعه بودایی و کامفانگ فت از مرزها و شبکه‌های تجاری پادشاهی محافظت می‌کرد. این سه شهر رویکردهای برنامه‌ریزی شهری و سیستم‌های پیچیده مدیریت آب مشابهی داشتند. آنها در توسعه اولین سبک معماری سیامی متمایز، ادبیات، هنر و نیز اعمال مذهبی سیامی مهم بودند. بقایای این شهرها اکنون به عنوان پارک‌های باستان‌شناسی حفظ می‌شود.   | [ ۵ ]         |
| ۲ | Ruins of stupas of various sizes                      | پارک تاریخی آیوتایا                       | استان آیوتتایا                                                     | ۱۹۹۱    | ۵۷۶(iii)        | شهر آیوتایا در سال ۱۳۵۰ میلادی، به عنوان پایتخت پادشاهی آیوتایا یا سیام تأسیس شد. این شهر یک شهر مهم و جهانی، یک مرکز تجاری با ارتباطات دیپلماتیک در هند، چین، ژاپن و همچنین در اروپا بود. تبادل تأثیرات فرهنگی منجر به توسعه هنر ملی تایلندی با کاخ‌های اشرافی و صومعه‌های بودایی شد. آیوتایا در سال ۱۷۶۷ توسط ارتش برمه ویران شد و هرگز بازسازی نشد. پایتخت به بانکوک نقل‌مکان کرد و آیوتایا اکنون به عنوان یک محوطه باستان‌شناسی حفظ شده است. ویرانه‌های وت چایواتانارام در تصویر است. | [ ۶ ]         |
| ۳ | A river flowing through a forested mountain landscape | پناهگاه‌های حیات وحش تونگ‌یای–هوی خا خا انگ | کانچانابوری، تاک، اوتای تانی                                       | ۱۹۹۱    | ۵۹۱(vii)(ix)(x) | این سایت شامل دو پناهگاه حیات وحش، پناهگاه حیات وحش سونگایایی و هوای خا خانگ است. این پناهگاه‌ها، که بیش از ۶۰۰٫۰۰۰ هکتار (۱٬۴۸۲٫۶۳ جریب فرنگی) گستردگی دارند، در امتداد مرز میانمار، شامل انبوهی از زیستگاه‌های مختلف، از جمله جنگل‌های استوایی خشک، تالاب‌ها، ذخایر سنگ‌آهک و کوه‌ها است. این منطقه همچنین منطقه‌ای با تنوع زیستی جانوری و گیاهی بالا است که شامل گونه‌هایی از مناطق چین-هیمالیا، سوندایک، هندو-برمه و هند-چین است. این جنگل‌ها عمدتاً متأثر از مخاطرات انسانی نیستند.       | [ ۷ ]         |
| ۴ | Vase with red and white design                        | بان چیانگ                                 | استان اودون تانی                                                   | ۱۹۹۲    | ۵۷۵(iii)        | بان چیانگ، یکی از مهم‌ترین مکان‌های پیشاتاریخ در آسیای جنوب شرقی است. این مکان، یک تپهٔ خاکی بزرگ است که به‌طور مداوم توسط یک جامعه کشاورزی مستقر در حدود ۱۵۰۰–۹۰۰ پیش از میلاد اشغال شده‌بود. با کاوش‌هایی که توسط باستان‌شناسان در سال ۱۹۶۶ در اینجا انجام شد، تعداد زیادی مصنوعات سرامیکی و همچنین ابزارهای مربوط به برنز کاری، اهلی‌کردن حیوانات و کشاورزی برنج مرطوب کشف شد. | [ ۸ ]         |
| ۵ | Medium-sized waterfall in a tropical forest           | مجموعه جنگلی دونگ فایا ین–خائو یای        | سارابوری، ناخون راچاسیما، ناخون نایوک، پراچینبوریسا کائئو، بوریرام | ۲۰۰۵    | ۵۹۰(x)          | این سایت شامل پنج منطقه حفاظت‌شده در کوه‌های دونگ فایا ین و رشته‌کوه سانکامپنگ به نام‌های پارک‌های ملی خوا یای، تپ لن، پنگ سیدا و تا پرایا و پناهگاه حیات‌وحش دونگ یای است. جنگل‌های استوایی اینجا، زیستگاه گونه‌های جانوری و گیاهی فراوانی بوده که شماری از آنها در خطر انقراض هستند. از گونه‌های پستان‌داران اینجا می‌توان به گیبون ابلق، فیل آسیایی، ببر، گربه پلنگی و بنتنگ اشاره کرد. |               |
| ۶ | Clouded mountain scenery                              | مجموعه جنگلی کائنگ کراچان                 | راتچاپوری، پتچابوری، پراچواپ خیری خان                              | ۲۰۲۱    | ۱۴۶۱(x)         | این سایت شامل جنگل‌ها و ذخایر حیات‌وحش در تپه‌های تناسرم است: پارک‌های ملی کائنگ کراچان، کوی بوری، و چالوئم فراکیات تای پراچان و پناهگاه حیات‌وحش مائه نام فاچی. این سایت به‌دلیل قرار گرفتن در محل تلاقی قلمروهای گیاهی و جانوری هیمالیا، هندوچین و سوماترا، کانون گوناگونی زیستی است. جنگل‌های استوایی فصلی زیستگاه گونه‌های آسیب‌پذیر و در خطر انقراض هستند؛ ازجمله سگ وحشی آسیایی، تمساح سیامی، لاک‌پشت قهوه‌ای آسیایی، گربه ماهیگیر و پلنگ ابری.                                           |               |
| ۷ | Ancient ruins in a forest                             | پارک تاریخی سی تپ                         | استان پتچابون                                                      | ۲۰۲۳    | ۱۶۶۲(ii)(iii)   | سی تپ، شهری مهم در فرهنگ دواراواتی (سده ۷ تا ۱۱ پس از میلاد) و یک مرکز تجاری و مذهبی بود. سپس تحت نفوذ خمرها قرار گرفت و در نهایت در اواخر سده سیزدهم متروک شد. هنر و معماری سی تپ در دوره دواراواتی تحت‌تأثیر بودیسم تراواده و در دوره خمرها تحت‌تأثیر هندوئیسم و بودیسم مهایانه قرار گرفت. | [ ۱۱ ] [ ۱۲ ] |
| ۸ |                                                       | پارک تاریخی فو پرا بت                     |                                                                    | ۲۰۲۴    | ۱۵۰۷(iii)(v)    | تشکیلات بزرگ ماسه‌سنگ در این منطقه در طول قرن‌ها الهام‌بخش مردم برای ساخت مکان‌های مذهبی در اطراف آن‌ها بوده است. زیارتگاه‌های اولیه به دوره دوارواتی (بین قرون هفتم تا یازدهم) بازمی‌گردند. این زیارتگاه‌ها دارای تأثیراتی از هندوئیسم و بودیسم هستند. همچنین نقاشی‌های صخره‌ای متعلق به دوران پیشاتاریخی در این منطقه یافت شده است. نام «فوفربات» به معنای «تپه جای پای گوتاما بودا» ترجمه می‌شود.                                                                                            | [ ۱۳ ]        |

## فهرست آزمایشی
افزون بر سایت‌های موجود در فهرست میراث جهانی، کشورهای عضو می‌توانند فهرستی از سایت‌های آزمایشی را که ممکن است برای نامزدی در نظر بگیرند، در این فهرست قرار دهند. نامزدها در فهرست میراث جهانی تنها در صورتی پذیرفته می‌شوند که سایت پیش‌تر در فهرست آزمایشی قرار داشته باشد.
تایلند ۶ نامزد در این فهرست دارد.
| # | نگاره | نام                                            | موقعیت                                    | سال  | ش ثبتمعیارها         | شرح | م      |
| ۱ |       | وت پرا ماهاتات                                 | استان ناکون سی تاممارات                   | ۲۰۱۲ | ۵۷۵۲(i)(ii)(vi)      | وت پرا ماهاتات معبد بودایی (وت) مهم است. استوپای اصلی آن، فرا بوروماتات چدی، در قرن ۱۳ تحت سلطنت پادشاه سری دماسوکاراجا ساخته شد تا نمادی از ترواده بودیسم در منطقه ایجاد کند. باور بر این است که این معبد نگهدارنده آثار گوتاما بودا است. معماری معبد نمایانگر تلفیقی از تأثیرات سری‌لانکا و سنت‌های محلی است. | [ ۱۵ ] |
| ۲ |       | چیانگ مای                                      | استان چیانگ‌مای                            | ۲۰۱۵ | ۶۰۰۳(i)(ii)(iii)(vi) | چیانگ مای در سال ۱۲۹۶ به عنوان پایتخت پادشاهی لان نا تأسیس شد. علیرغم اینکه این منطقه در قرن ۱۶ توسط میانمار و دودمان تاونگو تصرف شد و در قرن ۲۰ به تایلند ضمیمه گردید، مردم تمدن لان نا هنوز هم سنت‌های فرهنگی خود را حفظ کرده‌اند. این نامزدی شامل شهر چیانگ مای و مناطق اطراف آن است که به‌طور برجسته شامل تعداد زیادی معبد بودایی می‌باشد. | [ ۱۶ ] |
| ۳ |       | وت پرا تات پانوم                               | استان ناکون پانوم                         | ۲۰۱۷ | ۶۱۸۳(i)(ii)(vi)      | وت پرا تات پانوم معبد بودایی باستانی و مهم‌ترین معبد در دره رود مکونگ است. بر اساس یک افسانه محلی، این معبد اندکی پس از نیروانای گوتاما بودا تأسیس شده و گفته می‌شود که بقایای بودا را در خود جای داده است. کاوش‌های باستان‌شناسی نشان داده‌اند که کهن‌ترین سازه‌های آن به قرون هفتم یا هشتم میلادی بازمی‌گردند. سبک معماری آن ترکیبی از تأثیرات هندی با عناصر امپراتوری خمر و تمدن چامپا است. در دهه ۱۹۷۰ میلادی، این معبد مورد بازسازی قرار گرفت. | [ ۱۷ ] |
| ۴ |       | پارک تاریخی فانوم رونگ                         | استان بوریرام                             | ۲۰۱۹ | ۶۴۰۱(iii)(iv)(v)     | فانوم رونگ یک مجموعه معبد هندوئیسم است که توسط امپراتوری خمر بین قرون دهم تا سیزدهم ساخته شد. این معبد بر لبه یک آتشفشان خاموش قرار دارد و بر دشت‌های اطراف مشرف است. این مکان به شیوا اختصاص یافته و با مجسمه‌ها و کنده‌کاری‌های سنگی تزئین شده که صحنه‌هایی از حماسه‌های رامایانا و مهاباراتا را به تصویر می‌کشند. در دشت‌های اطراف، بقایای سیستم مدیریت آب از قرون پانزدهم تا هجدهم حفظ شده است. | [ ۱۸ ] |
| ۵ |       | ذخیره‌گاه‌های طبیعی دریای آندامان                | استان رانونگ، استان پهانگ نگا، استان پوکت | ۲۰۲۱ | ۶۵۷۳(vii)(ix)(x)     | این نامزدی شامل شش پارک ملی و یک منطقه حفاظت‌شده مانگرو در امتداد ساحل دریای آندامان تایلند است. این ساحل انواع مختلفی از اکوسیستم‌ها را در بر می‌گیرد. علاوه بر جنگل‌های مانگرو، جنگل‌های همیشه‌سبز استوایی، کوه‌های کارست، سواحل شنی، بسترهای علف دریایی، صخره‌های مرجانی و زیستگاه‌های دریای باز نیز در این منطقه وجود دارند. این منطقه که در نقطه تلاقی نواحی هندوچینی، هندو-هیمالیایی و سوندالند قرار دارد، تنوع زیستی بسیار بالایی دارد. پارک ملی لائم سون در تصویر دیده می‌شود. | [ ۱۹ ] |
| ۶ |       | سونگکلا و سکونتگاه‌های وابسته به دریاچه سونگخلا | استان سونگکلا                             | ۲۰۲۴ | ۶۷۵۶(ii)(iv)(v)      | دریاچه سانگخلا یک دریاچه بزرگ آب لب‌شور است که سواحل آن از هزاران سال پیش مسکونی بوده‌اند. چون دهانه داخلی دریاچه پناهگاهی امن برای کشتی‌های تجاری که بین چین و شبه‌قاره هند سفر می‌کردند، فراهم می‌کرد، بسیاری از سکونتگاه‌ها به شهرهای بندری مهم تبدیل شدند. این نامزدی شامل شهرهای باستانی فنگ یانگ، فا خو، سی یانگ، و ناحیه ساتینگ فرا است که بین قرن‌های ۷ تا ۱۰، سکونتگاه‌های مستحکم سینگورا در کوه دانگ و لئم سون از قرن ۱۷، و سونگکلا در بو یانگ از اواسط قرن ۱۹ رونق یافتند. این سکونتگاه‌ها تعامل فرهنگ‌ها و ادیان مختلف را نشان می‌دهند که تأثیراتی از چین، هند، جاوه و کامبوج را به همراه دارند. | [ ۲۰ ] |